# Crazy in Love (álbum de Itzy)
Crazy in Love es el primer álbum larga duración del grupo femenino surcoreano Itzy, que fue lanzado el 24 de septiembre de 2021 por JYP Entertainment. El álbum contiene dieciséis canciones, incluyendo las versiones instrumentales de sus cinco éxitos anteriores, además de los nuevos sencillos principales, «Loco» y «Swipe».

## Antecedentes y lanzamiento
El 13 de agosto de 2021, JYP Entertainment anunció que Itzy lanzaría su primer álbum de estudio titulado Crazy in Love el 24 de septiembre, mientras que el 31 de agosto, se publicó el calendario promocional de su regreso.
El 6 de septiembre, se lanzó un colorido tráiler promocional de apertura. Del 7 al 9 de septiembre fueron publicadas de manera consecutiva las primeras fotos conceptuales, tanto grupales como individuales, del álbum y el sencillo principal titulado «Loco». El 10 de septiembre, se anunció la lista de canciones, confirmando que serían dieciséis pistas, incluyendo las versiones instrumentales de sus cinco éxitos anteriores, además de los nuevos sencillos principales, «Loco» y «Swipe», la primera también con una segunda versión en inglés.

## Composición y letras
Crazy in Love consta de dieciséis canciones. El sencillo principal, «Loco», fue escrita por Galactika, y compuesta por la propia Galactika junto a Atenna y Woo Bin, y fue descrita como una canción que expresa la intensa atracción que se siente en el amor por primera vez, con un estilo propio de la Generación Z, «reflejando un nuevo lado de Itzy». «Swipe» se describió como una canción que envía un mensaje de advertencia al oponente que cruza la línea, con un ritmo de batería de un Roland TR-808, un bajo pesado y un rap melódico que fluye sobre un clarinete retro. «Sooo Lucky» es una canción de género pop con una letra encantadora, que dice «Es un milagro que tú y yo nos enamoramos entre miles de millones de personas». Se agregan sonidos de guitarra funky, bajos geniales y energía positiva para brindar un agradable eco. «#Twenty» es una canción del género hip hop que expresa la emoción de cumplir 20 años al estilo propio de Itzy. «Gas Me Up» es una canción sobre cómo Itzy llena el escenario de confianza, al mismo tiempo que la letra señala «Estoy un poco nerviosa justo antes de subir al escenario, pero creo en mí misma que lo haré bien». «Love Is» es una impresionante canción de género pop moderno con un mensaje de que crecemos un poco más a través del complejo y difícil amor emocional. «Chillin' Chillin'» fue descrita como una canción que habla sobre la emoción del momento en que viajamos lejos de la vida cotidiana, dando a los oyentes la impresión de que quieren irse a algún lado. Finalmente, «Mirror» es una pista que maximiza su atractivo entregando el cálido mensaje, «Ya soy lo suficientemente buena como soy", con la emotiva voz de las miembros.

## Lista de canciones
| CD / Descarga digital |                                                            |                                       | |                                                    |          |  |
| N.º                   | Título                                                     | Letras                                | Música | Arreglo                                            | Duración |  |
| 1.                    | «Loco»                                                     | Galactika                             | Galactika, Atenna, Woo Bin (Galactika)                                                                                  | Team Galactika                                     | 3:11     |  |
| 2.                    | «Swipe»                                                    | Jo Yoon-kyung                         | Ludvig Evers (Moonshine), Josefin Glenmark, Oneye                                                                       | Ludvig Evers (Moonshine)                           | 2:57     |  |
| 3.                    | «Sooo Lucky»                                               | Shim Eun-ji                           | Shim Eun-ji, Lee Min-young (EastWest), Yeul (1by1)                                                                      | Lee Min-young (EastWest), Yeul (1by1), Shim Eun-ji | 3:22     |  |
| 4.                    | «#Twenty»                                                  | Baek Geum-min (JamFactory), earattack | earattack, Charles "Chizzy" Stephens, ChAN's, Eniac, Patricia K, Kim Bo-mi, April Bender                                | earattack, Charles "Chizzy" Stephens, ChAN's       | 2:54     |  |
| 5.                    | «B(oo)m-Boxx»                                              | Jo In-ho (lalala studio)              | Ian Asher, Anne Judith Stokke Wik, Nermin Harambašić, Ronny Svendsen                                                    | Ian Asher                                          | 3:13     |  |
| 6.                    | «Gas Me Up»                                                | Vacation                              | 250, Ylva Dimberg | 250                                                | 2:29     |  |
| 7.                    | «Love Is»                                                  | Choi Ji-yoon (153/Joombas)            | Harold Philippon, Alawn, Kim Yeon-seo, Anne Judith Stokke Wik, Ronny Svendsen                                           | Alawn                                              | 3:27     |  |
| 8.                    | «Chillin' Chillin'»                                        | Yoon Ye-ji                            | Young Chance, Shorelle, David Anthony Eames                                                                             | Bangkok                                            | 3:26     |  |
| 9.                    | «Mirror»                                                   | Jo Yoon-kyung                         | Sebastian Thott, Rosanna Enér                                                                                           | Sebastian Thott                                    | 4:18     |  |
| 10.                   | «Loco» (english version)                                   | Galactika, Sophia Pae                 | Galactika, Atenna, Woo Bin (Galactika)                                                                                  | Team Galactika                                     | 3:11     |  |
| 11.                   | «Dalla Dalla (달라달라)» (instrumental)                    |                                       | Galactika, Atenna | Galactika                                          | 3:19     |  |
| 12.                   | «Icy» (instrumental)                                       |                                       | J.Y. Park, Cazzi Opeia, Ellen Berg Tollbom, Daniel Caesar, Ludwig Lindell, Ashley Alisha, Cameron Neilson, Lauren Dyson | J.Y. Park, Lee Hae-seul                            | 3:11     |  |
| 13.                   | «Wannabe» (instrumental)                                   |                                       | Galactika, Woo Bin (Galactika)                                                                                          | Team Galactika                                     | 3:11     |  |
| 14.                   | «Not Shy» (instrumental)                                   |                                       | Kobee, Charlotte Wilson                                                                                                 | Kobee, earattack, J.Y. Park                        | 2:57     |  |
| 15.                   | «In the Morning (마.피.아. In the morning)» (instrumental) |                                       | LYRE, J.Y. Park, earattack, KASS, Lee Hae-sol                                                                           | LYRE, J.Y. Park, Lee Hae-sol, earattack            | 2:52     |  |
| 16.                   | «Loco» (instrumental)                                      |                                       | Galactika, Atenna, Woo Bin (Galactika)                                                                                  | Team Galactika                                     | 3:11     |  |
| 51:09                 |                                                            |                                       | |                                                    |          |  |

## Reconocimientos

### Premios y nominaciones
| Año  | Evento                 | Premio                              | Resultado | Ref.   |
| ---- | ---------------------- | ----------------------------------- | --------- | ------ |
| 2021 | Asian Pop Music Awards | Top 20 Álbumes del año - Extranjero | Ganador   | [ 10 ] |
| 2021 | Asian Pop Music Awards | Mejor álbum del año - Extranjero    | Nominado  | [ 11 ] |
| 2021 | MAMA Awards            | Álbum del año                       | Nominado  | [ 12 ] |
| 2022 | Golden Disc Awards     | Álbum Bonsang                       | Nominado  | [ 13 ] |
| 2022 | Seoul Music Awards     | Premio Bonsang                      | Nominado  | [ 14 ] |

### Listados
| Publicación  | Lista                     | Ranking | Ref.   |
| ------------ | ------------------------- | ------- | ------ |
| Genius Korea | 2021 Year-End: Top Albums | 10.º    | [ 15 ] |

## Posicionamiento en listas
| Lista (2021)                                  | Mejor posición |
| --------------------------------------------- | -------------- |
| Bélgica (Ultratop Flanders)                   | 26             |
| Bélgica (Ultratop Wallonia)                   | 41             |
| Corea del Sur (Gaon Album Chart)              | 1              |
| Estados Unidos (Billboard 200)                | 11             |
| Estados Unidos (Billboard Independent Albums) | 1              |
| Estados Unidos (Billboard World Albums)       | 1              |
| Finlandia (Suomen virallinen lista)           | 21             |
| Hungría (MAHASZ)                              | 13             |
| Japón (Billboard Japan)                       | 34             |
| Japón (Oricon)                                | 8              |
| Reino Unido (Official Charts Company)         | 39             |

| Lista (2021)                     | Mejor posición |
| -------------------------------- | -------------- |
| Corea del Sur (Gaon Album Chart) | 4              |

## Certificaciones
| País                                               | Organismo certificador | Certificación | Ventas certificadas | Ref.   |
| Ventas                                             | Ventas                 | Ventas        | Ventas              | Ventas |
| -------------------------------------------------- | ---------------------- | ------------- | ------------------- | ------ |
| Corea del Sur                                      | KMCA                   | 2xPlatino     | 500 000*            | [ 28 ] |
| *Cifras de ventas basadas solo en certificaciones. |                        |               |                     |        |

## Historial de lanzamiento
| País   | Fecha                    | Formato                         | Discográfica               | Ref.   |
| ------ | ------------------------ | ------------------------------- | -------------------------- | ------ |
| Varios | 24 de septiembre de 2021 | CD, Descarga digital, streaming | JYP Entertainment, Dreamus | [ 29 ] |